# Bus (Pas-de-Calais)
Bus település Franciaországban, Pas-de-Calais megyében. Lakosainak száma 134 fő (2022. január 1.). Bus Bertincourt, Léchelle, Ytres, Mesnil-en-Arrouaise és Barastre községekkel határos.

## Népesség
A település népességének változása:
| Lakosok száma | 132  | 127  | 126  | 130  | 133  | 132  | 133  | 134  |
|               | 2013 | 2015 | 2017 | 2018 | 2019 | 2020 | 2021 | 2022 |